# 拉齊卡

拉齊卡

拉齊卡（Lazica）是喬治亞歷史上的一個地區，位於喬治亞西部，範圍大致與古代的科爾喀斯相同。存在時間為二世紀至七世紀。
在羅馬帝國分裂後，拉齊卡成為東羅馬帝國的附屬領地。六世紀時東羅馬帝國與薩珊王朝曾爆發拉齊卡戰爭。七世紀時阿拉伯人入侵南高加索地區，拉齊卡短暫地落入阿拉伯統治。八世紀後拉齊卡成為阿布哈茲王國的一部分，以及日後喬治亞王國的一部分。